# Çoban salata

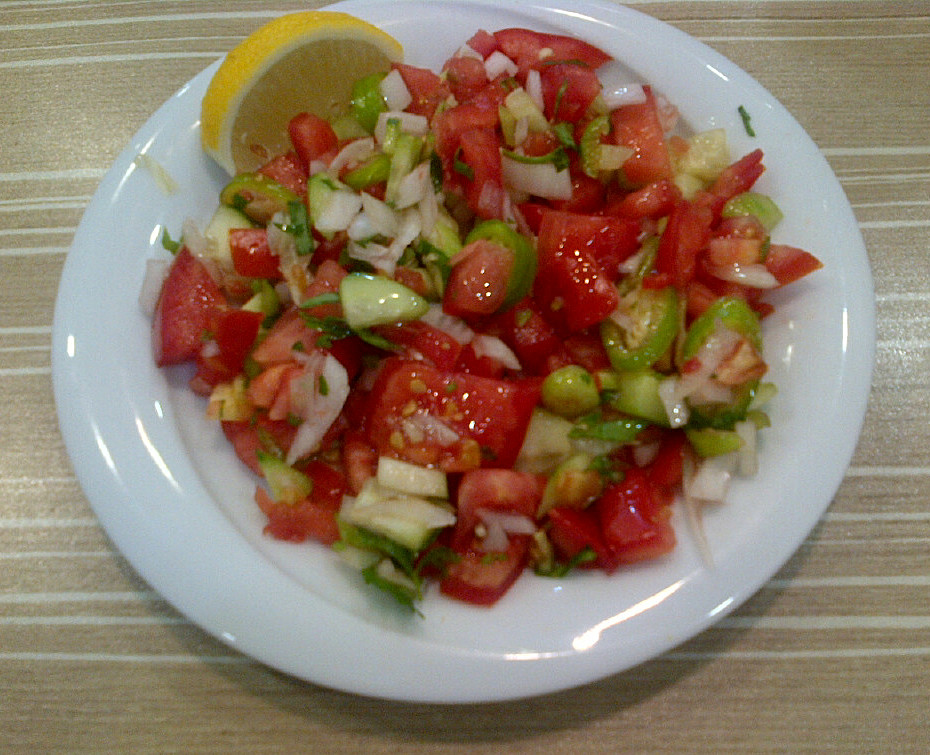
Çoban salatası

Çoban salata o Çoban salatası és una amanida de la cuina turca. Es fa amb tomàquets, cogombres, cebes i julivert tots picats. Aquesta amanida s'amaneix amb oli d'oliva, sal i suc de llimona (o vinagre). El nom literalment significa "amanida del pastor".